# Pleșoiu (okręg Vâlcea)
Pleșoiu – wieś w Rumunii, w okręgu Vâlcea, w gminie Nicolae Bălcescu. W 2011 roku liczyła 294 
mieszkańców.